# Marco Valerio Messalla (console 32 a.C.)
Marco Valerio Messalla (in latino Marcus Valerius Messalla; 80 a.C. circa) è stato un politico romano, nominato console suffetto nel 32 a.C.

## Biografia
Valerio Messalla, un membro della gens patrizia Valeria, era figlio di Marco Valerio Messalla Rufo, console nel 53 a.C. In quell'anno, fu nominato triumvir monetalis.
Prese parte alla guerra civile e agli sconvolgimenti politici causati dal secondo triumvirato e, nel 32 a.C., fu nominato console suffetto dopo che entrambi i consoli lasciarono Roma per unirsi Marco Antonio a Efeso, a seguito di un attacco di Ottaviano a Gaio Sosio e Marco Antonio. Nulla di più si sa della sua carriera dopo la fine del consolato.
Valerio Messalla non ebbe apparentemente figli naturali. Però adottò probabilmente Marco Valerio Messalla Appiano, che era il figlio di Appio Claudio Pulcro, console del 38 a.C.